# Noteć
Noteć, tyska Netze, är en flod i Kujavien-Pommerns vojvodskap, Storpolens vojvodskap och Lubusz vojvodskap i norra Polen.  Floden är 391 km lång och den viktigaste bifloden till Warta. Den tillhör Oders avrinningsområde.
Genom Bydgoszczkanalen står floden i förbindelse med Wisła.
Den största stad som floden flyter igenom är Inowrocław. Floden passerar även småstäderna Kruszwica, Pakość, Barcin, Łabiszyn, Nakło nad Notecią, Ujście, Czarnków, Wieleń och Drezdenko.

## Historik
Nedanför Drawas inflöde vid nuvarande Krzyż Wielkopolski, omgavs floden länge av en svårgenomtränglig sumpmark som kallades Netzebruch. De viktiga övergångarna vid Santok och Drezdenko befästes. Efter sjuåriga kriget dränerades området och under åren 1763-1788 flyttade många nybyggare in.